# Canal (fréquence)
Pour les articles homonymes, voir Canal.
Dans le domaine de la télédiffusion, de la radiodiffusion, et des télécommunications, un canal est une gamme de fréquences (ou, de manière équivalente, de longueurs d'onde) assignée par une autorité gouvernementale pour l'exploitation d'une station de radio, station de télévision ou chaîne de télévision. Dans l'usage courant, le terme peut aussi être utilisé pour se référer à l'exploitation de la station sur une fréquence particulière.